# Бушмастер
Бушмастерът (Lachesis muta) е най-големият представител на отровни змии в Южна Америка. Те са редки, тъй като обитават предимно необитаеми територии, водейки самотен начин на живот, достигащ около 20 години. Размножителният им период е пролетта.

## Описание
Бушмастерът достига дължина от 2,5 до 3, по-рядко 4 метра. Теглото му е от 3 до 5 kg. Кожата му е покрита с оребрени люспи. Главата е сравнително голяма, с клиновидна форма, изтънена към муцуната. Шарките по тялото му са жълтеникаво-кафяви с големи тъмнокафяви ромбове. Очите са големи, а зъбите достигат дължина 2,5 cm. При някои индивиди могат да растат до 4 cm.

## Разпространение и местообитание
Бушмастерът живее в гъстите тропически гори на Екваториална Америка, от Коста Рика до Бразилия (включително), както и на остров Тринидад. Обикновено може да бъде намерен в близост до водата, защото се нуждае от влажни места. За храна излиза само след залез слънце, избягвайки населените места и хора.